# Acella
Acella is een geslacht van weekdieren uit de klasse van de Gastropoda (slakken).

## Soorten
- Acella acuaria Neumayr, 1869 †
- Acella haldemani (Binney, 1867)
- Acella suptilis (Pavlović, 1931) †
- Acella transsilvanica (Roth, 1881) †